# كلو (مهر أنرود)
کلو (بالفارسية: کلو) هي قرية تقع في إيران في قسم مهر أنرود المرکزي الريفي. يقدر عدد سكانها بـ 73 نسمة .